# Grzechotnik tygrysi
Grzechotnik tygrysi (Crotalus tigris) – gatunek jadowitego węża z podrodziny grzechotnikowatych (Crotalinae) w obrębie rodziny żmijowatych (Viperidae).
Osobniki dorosłe osiągają zwykle długość między 45 a 90 cm.
Występuje w stanie Sonora w północno-zachodnim Meksyku oraz w stanie Arizona w południowo-zachodnich USA. Żywi się drobnymi kręgowcami.